# Darreh Banehhā
Darreh Banehhā är en ort i Iran.   Den ligger i provinsen Khuzestan, i den centrala delen av landet, 400 km söder om huvudstaden Teheran. Darreh Banehhā ligger 1 612 meter över havet och antalet invånare är 181.
Terrängen runt Darreh Banehhā är huvudsakligen bergig, men åt sydväst är den kuperad. Terrängen runt Darreh Banehhā sluttar västerut. Runt Darreh Banehhā är det ganska tätbefolkat, med 56 invånare per kvadratkilometer. Närmaste större samhälle är Parchestān-e Owrak Shālū, 15,3 km väster om Darreh Banehhā. Omgivningarna runt Darreh Banehhā är i huvudsak ett öppet busklandskap.